# Bomaanslag op de Nevski Express in 2009
Het treinongeval in Rusland 2009 vond plaats op 27 november 2009, toen als gevolg van een bomaanslag een sneltrein tussen de Russische steden Moskou en Sint-Petersburg ontspoorde tussen de plaatsen Alesjinka en Oeglovka, ongeveer 350 kilometer ten noordoosten van Moskou. Op 28 november waren er 26 doden, lagen er 85 mensen gewond in ziekenhuizen, van wie 21 zwaargewond en waren 12 personen vermist. Eerdere schattingen over het dodental liepen op tot 39, maar deze werden later teruggebracht.
De luxe hogesnelheids-passagierstrein van de Nevski Express vervoerde 663 passagiers in 14 wagons van Moskou naar Sint-Petersburg toen rond half 10 's avonds door een ontploffing drie of vier wagons van de trein ontspoorden. Op de plaats van de ramp werd een krater gevonden van ongeveer 1 meter doorsnede en scherven van een bom van circa 7 kilo TNT-equivalent. Getuigen hadden daarnaast voor de ontsporing een luide knal gehoord. Een dag na de aanslag ontplofte een tweede bom, maar deze richtte geen schade aan.
Een rechts-radicale groepering eiste via internet de aanslag op, maar de ernst van deze bewering werd door een woordvoerder van de politie in twijfel getrokken. Later werd de aanslag opgeëist door een groep extremisten uit de Kaukasus, die beweerden dat de operatie werd uitgevoerd op bevel van Dokka Oemarov, de 'emir' van het Kaukasus Emiraat, een zelf uitgeroepen Tsjetsjeense staat.
In 2007 vond ook al een bomaanslag plaats op dezelfde lijn, waarbij 30 mensen gewond raakten. Toen werden Russische ultranationalisten en Tjetsjeense rebellen genoemd als mogelijke daders. In 1997 kostte een aanslag op het traject aan vijf mensen het leven.